# S-chanf
S-chanf ([ʃtɕaɱf]ⓘ, deutsch und bis 1943 offiziell Scanfs) ist eine politische Gemeinde und ein Dorf im Schweizer Kanton Graubünden. Die Gemeinde liegt auf etwa 1660 Metern Höhe am Oberlauf des Inn im Oberengadin in der Landschaft La Plaiv und gehört zur Region Maloja. Fraktionen sind neben dem Hauptdorf Chapella, Susauna und Cinuos-chel.

## Geschichte

Luftbild von Walter Mittelholzer von 1925

Das stattliche Strassendorf wurde 1137/39 als Scaneves und 1356 als Scanevo erwähnt. 1932 wurde auf Botta Striera, einer nördlich des Dorfs gelegenen Felskuppe auf 2050 m ü. M., ein prähististorischer Siedlungsplatz entdeckt, der von der mittleren Bronze- (Laugen-Melaun-Kultur) bis in die Latènezeit benutzt wurde. Der Auskauf des bischöflichen Kornzehnten erfolgte 1527. 1543 wurde S-chanf durch territoriale Teilung des Oberengadins eine unabhängige Nachbarschaft mit 130 km² Boden. Die Kirche St. Maria ist 1450 urkundlich bezeugt. Der spätgotische Neubau datiert von 1493, der Turm ist älter (14. Jahrhundert?). 1518/20 trennte sich S-chanf von der Grosspfarrei Zuoz ab. Die Gemeinde wartete den Tod ihres beliebten Priesters ab, bevor sie 1570 den Glaubenswechsel vollzog. Die Kirchenbücher bezeugen vom 17. bis Anfang des 20. Jahrhunderts eine bedeutende gewerbliche Auswanderung. Der seit 1940 bestehende Flabschiessplatz Zuoz/S-chanf wurde 1976 ins Gebiet der abgegangenen Wallfahrtskirche S. Güerg verlegt und bildet mit den Wasser- und Nationalparkzinsen das finanzielle Rückgrat der Gemeinde.
Siehe auch: Abschnitt Geschichte im Artikel Susauna

## Wappen
| Wappen von S-chanf | Blasonierung: «In Blau fünf goldene (gelbe) Gerstenähren.» |
| Wappen von S-chanf | Übernahme des Siegelbildes der Gemeinde.                   |

## Bevölkerung
| Bevölkerungsentwicklung | Bevölkerungsentwicklung | Bevölkerungsentwicklung | Bevölkerungsentwicklung | Bevölkerungsentwicklung | Bevölkerungsentwicklung | Bevölkerungsentwicklung | Bevölkerungsentwicklung | Bevölkerungsentwicklung | Bevölkerungsentwicklung | Bevölkerungsentwicklung | Bevölkerungsentwicklung |
| ----------------------- | ----------------------- | ----------------------- | ----------------------- | ----------------------- | ----------------------- | ----------------------- | ----------------------- | ----------------------- | ----------------------- | ----------------------- | ----------------------- |
| Jahr                    | 1781                    | 1806                    | 1850                    | 1900                    | 1950                    | 2000                    | 2005                    | 2010                    | 2012                    | 2014                    | 2020                    |
| Einwohner               | 423                     | 450                     | 439                     | 402                     | 460                     | 620                     | 651                     | 712                     | 748                     | 715                     | 697                     |

### Sprachen
Die Einwohner sprechen überwiegend Puter (ein Idiom des Rätoromanischen) und Deutsch (Bündner Dialekt). Hinzu kommen Italienisch und Portugiesisch (Sprachen in S-chanf ansässiger Zuwanderer). 
Bis zur Mitte des 19. Jahrhunderts sprachen alle Bewohner Romanisch. Mit dem Aufkommen des Fremdenverkehrs wechselte eine Minderheit zum Deutschen. Doch blieben die Sprachenverhältnisse zwischen 1880 und 1941 einigermassen stabil. Gaben 1880 86 % und 1900 82 % Romanisch als Muttersprache an, waren es 1941 81 %. Dieser Wert sank danach bis 1970 auf 65 %, stieg im darauf folgenden Jahrzehnt nochmals stark an – und sinkt seither stetig. Immerhin konnten sich im Jahr 2000 noch 68 % der Einwohnerschaft auf Romanisch verständigen, welches weiterhin einzige Behördensprache ist. 
Die Entwicklung der vergangenen Jahrzehnte zeigt folgende Tabelle:
| Sprachen      | Volkszählung 1980 | Volkszählung 1980 | Volkszählung 1990 | Volkszählung 1990 | Volkszählung 2000 | Volkszählung 2000 |
| Sprachen      | Anzahl            | Anteil            | Anzahl            | Anteil            | Anzahl            | Anteil            |
| ------------- | ----------------- | ----------------- | ----------------- | ----------------- | ----------------- | ----------------- |
| Deutsch       | 74                | 16,02 %           | 129               | 25,60 %           | 231               | 37,26 %           |
| Rätoromanisch | 344               | 74,46 %           | 336               | 66,67 %           | 321               | 51,77 %           |
| Italienisch   | 26                | 5,63 %            | 27                | 5,36 %            | 35                | 5,65 %            |
| Gesamt        | 462               | 100 %             | 504               | 100 %             | 620               | 100 %             |

### Religionen und Konfessionen
Die Bevölkerung nahm 1570 den reformierten Glauben an.

### Herkunft und Nationalität
Von den Ende 2005 651 Einwohnern waren 559 (= 86 %) Schweizer Staatsangehörige.

## Verkehr und Tourismus

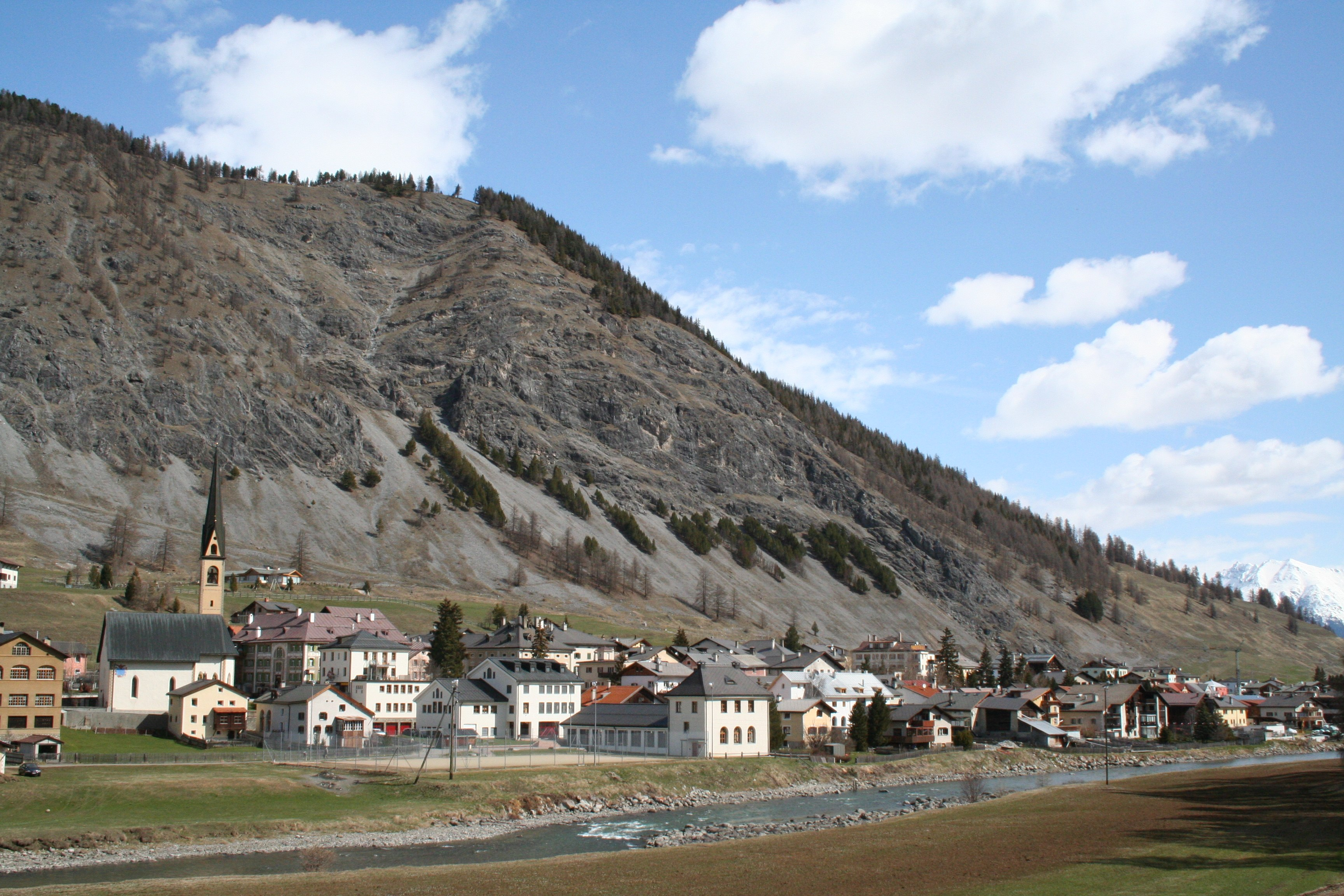
S-chanf von der Umfahrungsstrasse aus gesehen

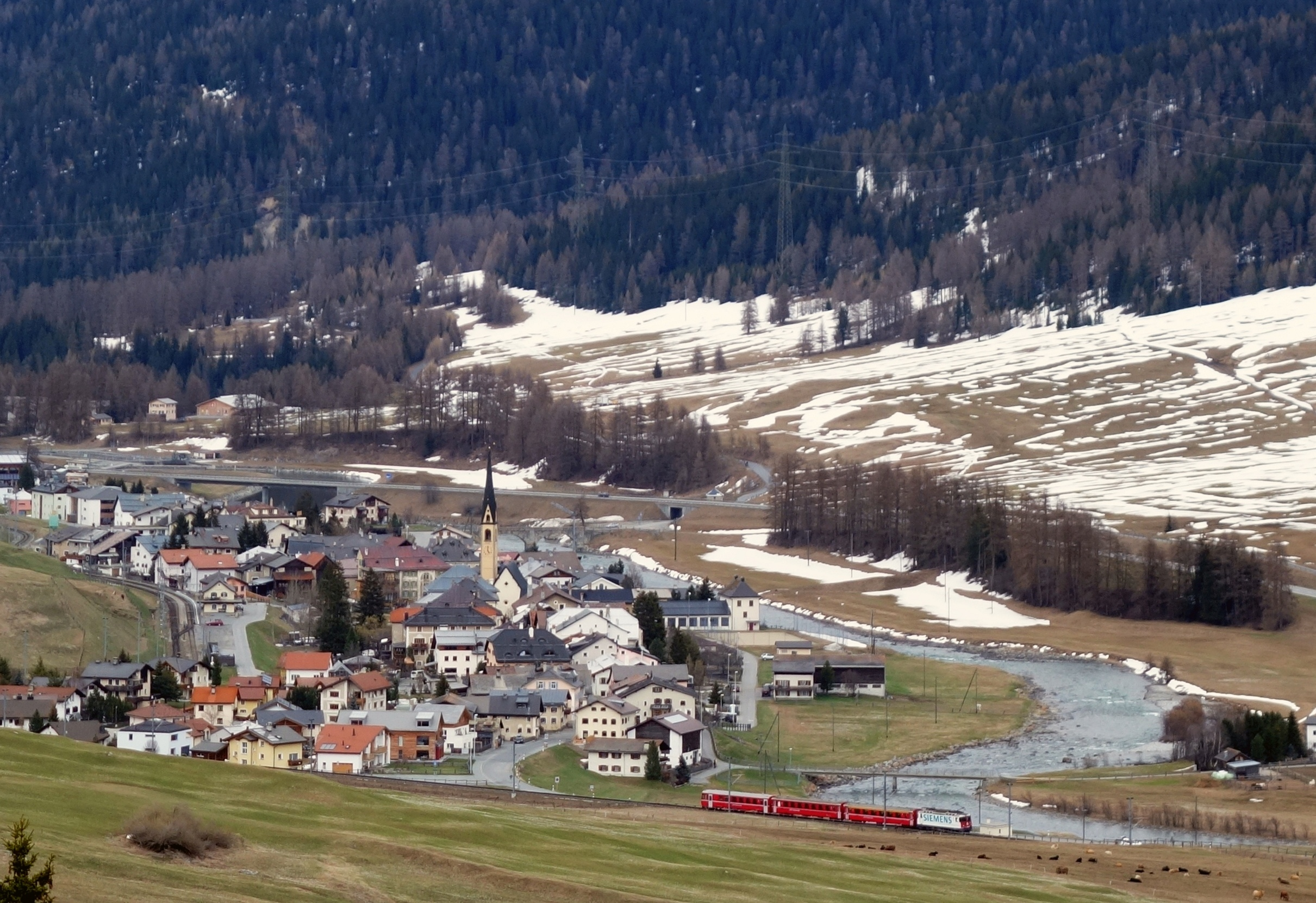
S-chanf von den Berghängen oberhalb Zuoz gesehen, mit Zug der Rhätischen Bahn

Über S-chanf führt die Engadinstrecke Pontresina-Scuol der Rhätischen Bahn (RhB). Als Feinverteiler dient eine Buslinie des Busbetriebs Engadin Bus in St. Moritz.
Bei S-chanf (im Militärgelände nordöstlich des Ortes) ist das Ziel des Engadin Skimarathon.

## Sehenswürdigkeiten
- Unter Denkmalschutz steht die reformierte Dorfkirche.
- Kirche St. Ulrich und Nikolaus und Hospiz[7]
- Doppelhaus Perini[8]
- Wohnhaus Maschal mit Sgraffiti[9]
- Doppelhaus mit ausserordentlich reicher Sgraffitodekoration, erbaut 1659[10]
- Doppelhaus mit Sgraffitodekorationen erbaut 1594[11]
- Wohnhaus[12]
- Bahnhof Cinuos-chel/ Brail[13]

## Persönlichkeiten
(Sortierung nach Geburtsjahr)
- Petrus Domenicus Rosius à Porta (1734–1806), reformierter Pfarrer in S-chanf 1765–1771 und Kirchenhistoriker
- Laurent-Théodore Biett (1781–1840), Dermatologe in Paris
- Otto Barblan (1860–1943), Komponist, Organist und Musikpädagoge
- Anton Christoffel (* 7. Oktober 1871 in S-chanf; † 4. August 1953 in Zürich), Maler und Grafiker[14]
- Paolo Gir (* 3. Mai 1918 in S-chanf; † 7. Mai 2013 in Chur), Schriftsteller, Dichter, Essayist, Publizist, Übersetzer, 1957–1977 Präsident der Sektion Chur der Pro Grigioni Italiano, Cavaliere della Repubblica Italiana[15][16][17][18]
- Romedi Arquint (* 1943), reformierter Pfarrer, Lehrer und Politiker
- Corsin Simeon (* 1986), Snowboarder